# Schloss Pertenstein

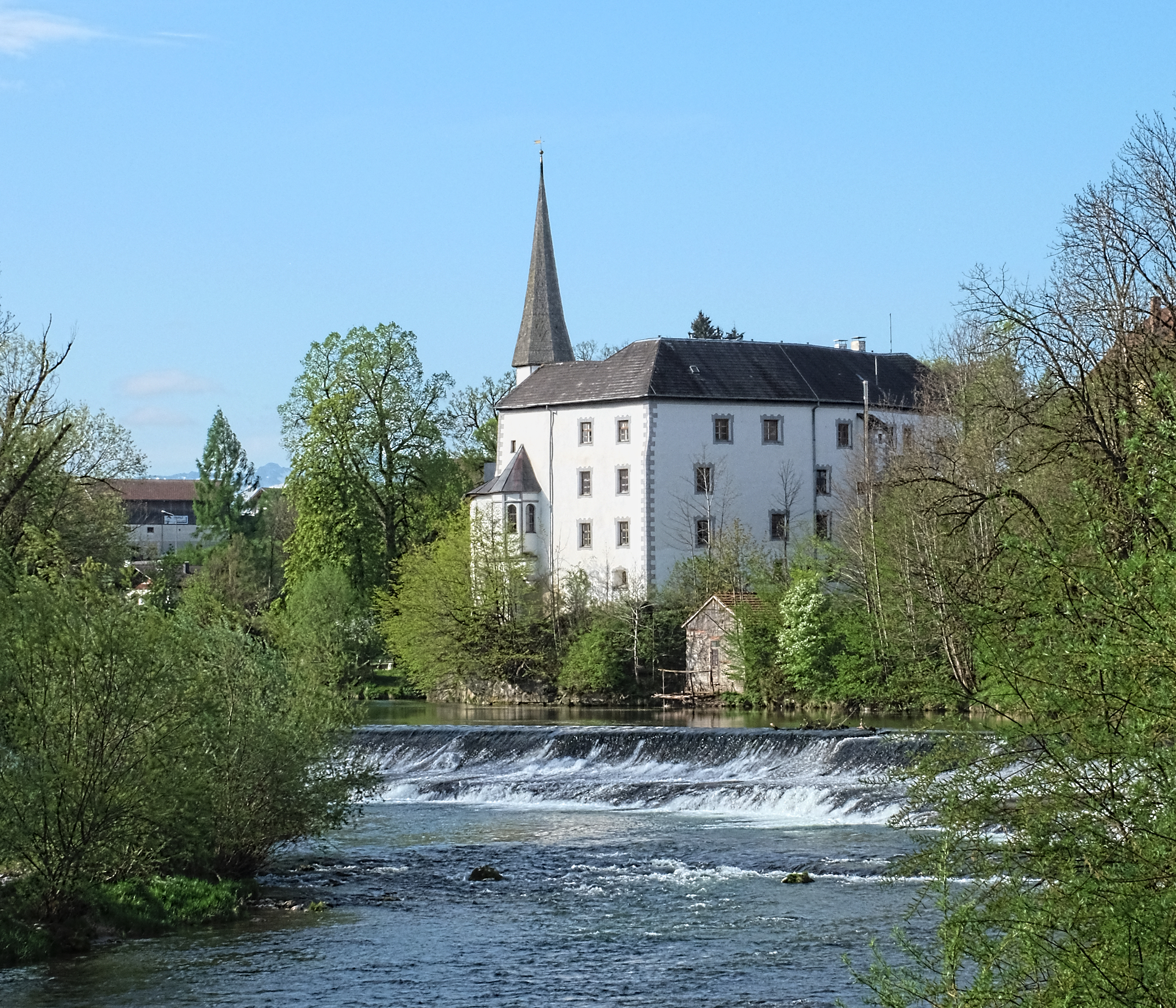
Blick von Nordosten auf Schloss Pertenstein (2019)

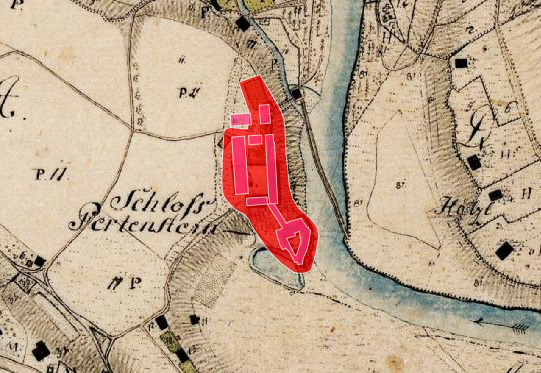
Lageplan von Schloss Pertenstein auf dem Urkataster von Bayern

Schloss Pertenstein auf einem Stich von Michael Wening (1726)

Schloss Pertenstein ist ein Schloss im Landkreis Traunstein. Es liegt im Traunreuter Gemeindeteil Pertenstein zwischen Matzing und Traunwalchen am Ufer der Traun. Das Schloss gilt als eines der bedeutendsten profanen Denkmäler des Landkreises und ist unter der Aktennummer D-1-89-154-32 als Baudenkmal von Pertenstein verzeichnet. „Untertägige spätmittelalterliche und frühneuzeitliche Befunde im Bereich von Schloss Pertenstein und seiner Vorgängerbauten mit zugehörigem Wirtschaftshof“ werden zudem als Bodendenkmal unter der Aktennummer D-1-8041-0249 geführt.

## Name
In Schriftstücken und Karten aus unterschiedlichen Zeiträumen sind verschiedene Schreibweisen überliefert. So finden sich Varianten wie Perchtenstein, Perchnstein, Perchnstain, Perchtnstain oder Pirtenstain. Der heutige Name erscheint auf Karten ab etwa Ende des 19. Jahrhunderts. Auf einer Gedenktafel am Torhaus sieht man den Namen Berchtenstain.

## Geschichte

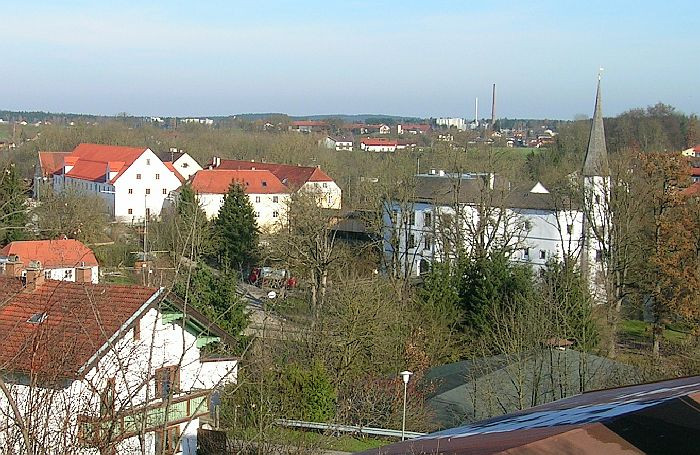
Blick auf Pertenstein von Matzing aus (2005)

### Anfänge unter den Tachingern

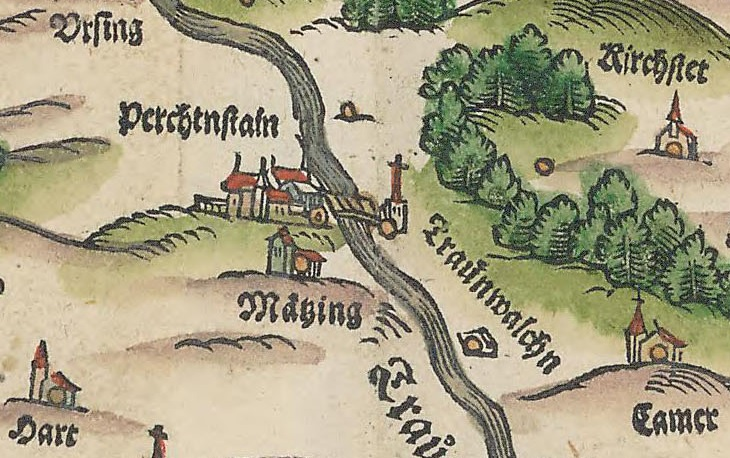
Perchtnstain in Apians Landtafeln (1568)

Ritter Engelbrecht von Taching errichtete um 1290 gegenüber der Traunwalchener Kirche am Westufer der Traun eine Burg und nannte sie seiner Frau Perchta von Stein (einer Tochter von Otto von Törring-Stein, ca. 1253–1304) zu Ehren Perchtenstein. Später erfolgte der Ausbau zu einem Schloss. Im Jahr 1383 ging Schloss Pertenstein (im Volksmund auch Tachinger Stein) nach dem Tod Wilhelm des Tachingers durch Erbschaft an die Toerring (die Waisen Caspar II. und Wilhelm I. von Toerring) über, in deren Besitz es bis zum heutigen Tag blieb.

### Entwicklung unter der Herrschaft der Törring
1453 bekam Georg, Sohn von Caspar II., Pertenstein zurück, das dreizehn Jahre von Herzog Heinrich dem Reichen beschlagnahmt wurde. Später entstand ein Streit mehrerer Parteien um den Besitz, bis er 1461 den Törringern zu Jettenbach zugesprochen wurde. Aber es blieb nicht lange ruhig und die Parteien zu Stein und zu Jettenbach stritten um die Habe. 1498 ging Pertenstein schließlich wieder an die Törring zu Stein; diesmal als Geschenk an Seitz IV. und Adam I. von Törring, die Gebrüder von Stein.
1551 musste nach jahrzehntelangem Rechtsstreit ein Teil des Ortes Traunwalchen von den Wittelsbachern, vertreten durch ihren Pfleger in Traunstein, aufgegeben werden. Das Oberdorf mit der Kirche wurde der Grundherrschaft Pertensteins unterstellt. Unter Barbara Lucia von Toerring-Stein wurde Pertenstein um 1600 zu einem stattlichen Landsitz als Hofmarkschloss mit einer blühenden Ökonomie ausgebaut.

Heute erinnert eine am Torbogen angebrachte Marmorplatte mit dem Wappen der Törring-Greifensee daran. Zudem erinnert eine aus rotem Marmor gefertigte Tafel aus dem Jahr 1601 im inneren Durchgang zum Arkadenhof an die Ausbauten: 

„Die wolgeborn Frau Frau Barbara Lucia Freyin von Törring geborene von Greiffensee, weilandt des wolgebornen Hern Adamen Freyherrn von und zu Törring zum Stain und Berchtenstain Rittern seligen hinderlassen Ehgemahl, hat gegenwierdige Capeln wiederum renovirt und aufgericht, auch diß Thorhauß und den ganzen Stockh sambt den darauf gesetzten Zimmern auch all inwendigen Gängen und der obern Khuchl von Neuen auf iren aignen Costen erpauet und zu Gedechtnuß dieses Staindl hieher richten lassen. De anno 1601.“

 Nach der Domweihe in Salzburg verweilten der Kölner Kurfürst Ferdinand von Bayern, Albrecht von Bayern und die Kurfürstin von Bayern Elisabeth Renata von Lothringen im September 1628 auf der Heimreise im Schloss Pertenstein.

„Den hohen Herrschaften gefiel das Schloss und seine Lage ungemein gut.“

Bei den Ausbauten wurde auch der Westflügel mit zwei Geschossen und den Arkadengängen mit italienischem Nagelfluh errichtet. Die Arkadengänge wurden jedoch wieder zugemauert und erst in den 1970er Jahren wiederhergestellt. Pertenstein war zu Beginn des 17. Jahrhunderts gräfliche Hofmark mit dem Recht zur Ausübung der niederen Gerichtsbarkeit.
Im Jahr 1661 erwarb der spätere Bischof von Regensburg, Graf Adam Lorenz von Toerring-Stein, das Schloss und ließ es weiter ausbauen. Er starb 1666 und vererbte Pertenstein seinem Bruder Joachim Albeck.

### Entwicklung ab 1800
Das Schloss wird seit Beginn des 19. Jahrhunderts nicht mehr von den Törringern (Jettenbach) bewohnt. 1810 wurde die Hofmark in eine Patrimonialgemeinde II. Klasse in Matzing/Pertenstein umgewandelt, aus der 1848 nach dem Fall der Grundherrschaft die Landgemeinde Matzing hervorging.
1830 wurde der heutige Marstall (das westliche Wirtschaftsgebäude) unter Graf Maximilian August von Törring-Gutenzell erneuert; ebenso der Verbindungsgang vom Schloss zum Verwaltungsgebäude und das Jagdhaus. Er ließ auch die Allee bepflanzen. Zwischen 1860 und 1891 wurde das Schloss von einem Verwalter bewirtschaftet. Der Turm wurde erhöht. In den 1930er Jahren wurde der Fels mit Beton verfestigt, nachdem die Traun ihn in größeren Teilen ausgehöhlt hatte. Zu der Zeit war das Schloss bereits baufällig und nicht mehr bewohnt. Während des Zweiten Weltkrieges fanden kurzzeitig Flüchtlinge Unterkunft im Schloss. In der Nachkriegszeit wurden aus Platznot in der Volksschule für drei Jahre Kinder im Schloss unterrichtet. Seit Anfang der 1930er bis in die 1970er wurde das Verwaltergebäude nur vom Hackl-Sepp, dem Hausmeister, bewohnt. Das Gebäude an der Stelle des ehemaligen Pulverlagers wurde 1998 neu errichtet.
Hans Veit Graf zu Toerring-Jettenbach hatte auf Initiative von Hans Lauber das Schloss dem Heimatbund nach dessen Gründung am 9. Februar 1969 als Erbbaurecht überlassen. Dem drohenden Verfall des Schlosses wirkt der „Heimatbund Schloss Pertenstein“ entgegen, unter dessen Regie seit Ende der 1960er Jahre das Schloss und auch die dazugehörige Kapelle grundlegend saniert worden sind.

## Nutzung des Schlosses
Heute werden das Schloss und der sich in einem Längstrakt des Gutshofes befindliche und nach einem Brand im Jahr 2002 wiederhergestellte Marstall-Saal hauptsächlich für private Feiern wie Hochzeiten oder Firmenfeste, aber auch für zahlreiche kulturelle Veranstaltungen wie Konzerte, Kabaretts oder Ausstellungen vermietet und genutzt.
Darüber hinaus beherbergt Schloss Pertenstein auch den Verein Pferdefreunde Pertenstein. Hier befindet sich ein Springplatz mit Hindernisparcours, ein Dressurviereck sowie eine Reithalle.

## Bau- und Bodendenkmal
Das Schloss Pertenstein ist als landschaftsprägendes Baudenkmal unter der Nummer D-1-89-154-32 gelistet. Die Beschreibung des Bayerischen Landesamts für Denkmalpflege lautet:

„Schloss Pertenstein, um 1290 Anlage der Burg durch Engelbert von Taching, Ende 14. Jh. an die späteren Grafen von Törring vererbt; unregelmäßiger Dreiflügelbau, Nordtrakt im Kern gotisch, um 1600 Erneuerung von Westflügel mit Torhaus, Kapelle und Turmobergeschoss, zugleich Einbau hofseitiger Arkaden, 1745–63 Erhöhung des Nordflügels und Innenausbau.
Zugehörig ehem. Gutsanlage nördlich des Schlosses: Dreiseitig umbauter Wirtschaftshof mit Verwaltergebäude und zwei parallelen Längstrakten, letztere mit zwei- bzw. dreischiffigen Stallgewölben, auf älterer Grundlage um Mitte 18. Jh. (Ostflügel) und 1830 (Westflügel) ausgebaut sowie nach Bränden 1953 und 2002 erneuert; nördlich vorgelagert Försterhaus mit Einrichtung für Fischerei, 1830 erbaut, äußere Erscheinung 2. Hälfte 19. Jh.; quer stehend viertoriges Remisengebäude (sog. Zehentstadel), nach Mitte 19. Jh.“

Die Schlosskapelle St. Anna und Maria in Pertenstein stellt eine besondere Kostbarkeit dar. Erstmals urkundlich erwähnt wird die Kapelle bereits 1598. Barbara Lucia von Toerring-Stein ließ die Kapelle 1604 grundlegend erneuern:

„Im Jahre des Herrn 1604 am 12. Juli wurde der Altar in der Kapelle St. Anna und Maria in der Schlosskapelle Stein von neuem errichtet und geweiht von Bartholomäus Scholl, Bischof von Darien.“

In den 60er Jahren des 18. Jahrhunderts wurde die Schlosskapelle im Stil der Rokokozeit umgeändert. Bei einer Renovierung kamen aber alte Fresken von 1604 wieder zum Vorschein.

Das unmittelbare Umfeld und auch der Bereich des Marstallgebäudes und Wirtschaftshofes sind auf Grund untertägiger spätmittelalterlichen und frühneuzeitlichen Befunde als Bodendenkmal D-1-8041-0249 ausgewiesen.

## Geologie

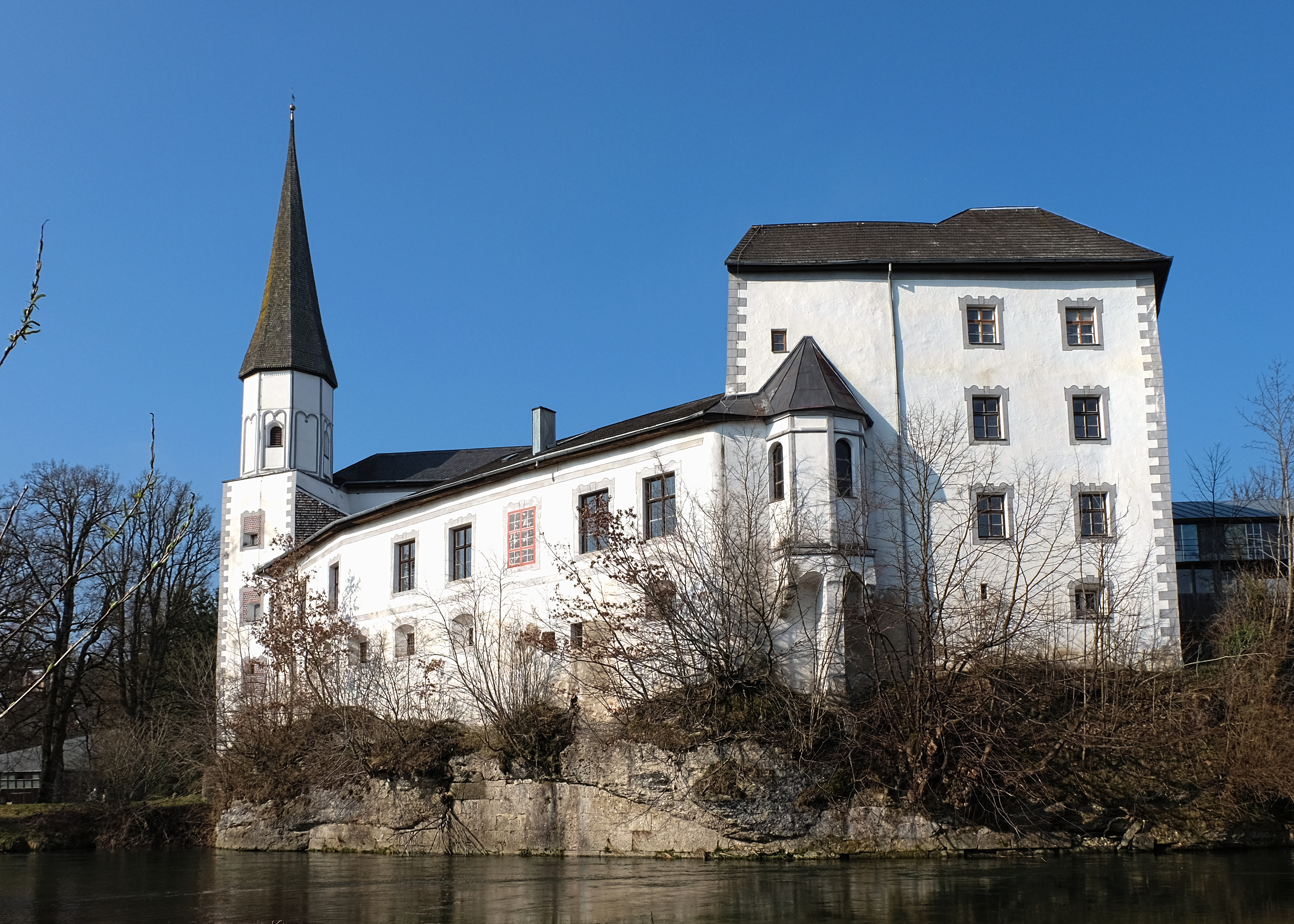
Hauptgebäude auf Nagelfluhfelsen

Das Trauntal, als Teil des Naturraumes Alzplatte, einem großflächigen Dreieck, das vom Unteren Inntal als Dreieck spitz zulaufend bis nach Traunstein reicht, war während der letzten Eiszeit, dem Würm-Glazial eisfrei. In Abschmelzphasen wurde das Tal im Bereich Pertenstein bis auf ein Niveau von ca. 550 m mit Schotter aufgefüllt, dies bezeugen seitliche Terrassen z. B. Nunhausen und Hörzing. Seit dem Ende der Würm-Kaltzeit hat sich die Traun mehrstufig in diversen Schotterablagerungen um ca. 20 m eingetieft. Der Schlosskomplex liegt am östlichen Rand einer nasenförmig ins Trauntal ragenden Terrasse, die zuoberst aus würmzeitlichen und darunterliegendem rißzeitlichen Flussschotter besteht. Südlich des auf ca. 550 m liegenden Marstallgebäudes ragt etwas tiefer ein Felssporn aus rißzeitlichem Nagelfluh nach Süden. Darauf wurde das Hauptgebäude errichtet. Westlich schließt sich eine bogenförmige Geländestufe (Differenz ca. 10 m) an, dabei handelt es sich um einen ehemaligen Prallhang der Traun. Das südlich gelegene Turniergelände und die Reithalle liegen auf einer Höhe von 536 m. Die Traun hat oberhalb des Wehres einen Pegel von 535 m und unterhalb von ca. 532 m.